# ココロとカラダ
『ココロとカラダ』は、2004年に製作された日本映画。
脚本・監督は『blue』の安藤尋。『ラブコレクション』シリーズ第2弾。

## キャスト
- 三原知美：阿久根裕子
- 池谷恵子：未向
- 西山俊介：池内万作
- 少女：今泉野乃香
- 塗ることを強要する男：棚橋ナッツ
- 尻好きの男：堀本能礼
- スタンガンの男：本多章一
- 森の男：笹川大輔
- 中年の刑事：田村泰二郎
- 若い刑事：江端英久
- 少女の母親（声）：矢沢恵美子